# Jiří Mádl

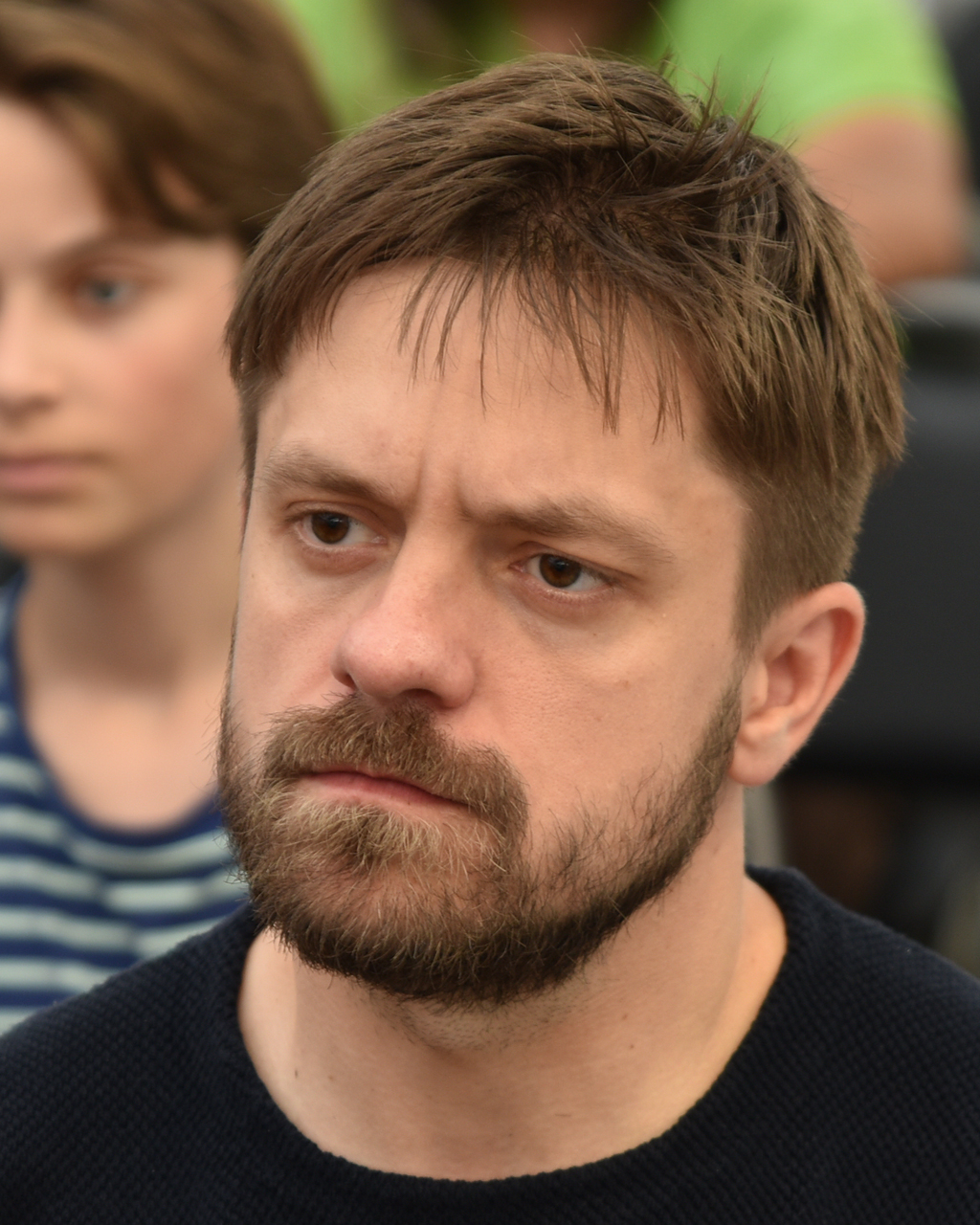
Jiří Mádl (2022)

Jiří Mádl Ausspracheⓘ (* 23. Oktober 1986 in Budweis, Tschechoslowakei) ist ein tschechischer Schauspieler. Außerdem schreibt er Drehbücher und Theaterspiele und komponiert Lieder und ist als Regisseur aktiv. Sein Politthriller Vlny wurde von Tschechien als Beitrag für die Oscarverleihung 2025 als bester Internationaler Film eingereicht.

## Filmographie (Auswahl)
- 2004: Snowboarďáci – Regie: Karel Janák[1]
- 2004: Hypnóza (Fernsehfilm) – Regie: Jaroslav Pozzi
- 2004: Jak se krotí krokodýli – Regie: Marie Poledňáková[2]
- 2005: Rafťáci – Regie: Karel Janák[1]
- 2005: Po hlavě… do prdele – Regie: Marcel Bystroň
- 2006: Bathory – Regie: Juraj Jakubisko[1]
- 2007: Gympl – Regie: Tomáš Vorel
- 2008: Die Kinder der Nacht (Děti noci)  – Regie: Michaela Pavlátová[3]
- 2011: Borgia – Regie: Oliver Hirschbiegel, Dearbhla Walsh
- 2012: Čtyři slunce – Regie: Bohdan Sláma
- 2013: Colette – Regie: Milan Cieslar
- 2014: Vejška – Regie: Tomáš Vorel
- 2014: Všiváci
- 2014: Ab ans Meer! (Pojedeme k moři)
- 2015: Der Mittsommerkranz (Svatojánský věneček) – Regie: Jiří Strach
- 2024: Vlny (Regie und Drehbuch)
- 2024: Die Ermittlung

## Auszeichnungen
Český lev
- 2025: Auszeichnung für die Beste Regie (Vlny)
- 2025: Auszeichnung für das Beste Drehbuch (Vlny)
- 2025: Auszeichnung mit dem Film Fans’ Award (Vlny)[4][5]

Internationales Filmfestival Karlovy Vary
- 2024: Auszeichnung mit dem Právo-Publikumspreis (Vlny)[6]